# Molucche meridionali

Bandiera della Repubblica delle Molucche del Sud

Le Molucche meridionali sono un insieme di circa 150 isole del Mar di Banda che fanno parte della Repubblica d'Indonesia.

## Geografia
Le Molucche meridionali si trovano nel Mediterraneo Australasiatico, nel tratto di mare conosciuto come Mar di Banda. Sono quindi delimitate:
- dal Mar di Ceram a nord e ad est;
- dal Mar degli Alfuri a sud-est;
- dal Mar di Timor a sud;
- dal Mar di Flores a ovest.

Le isole formano la parte sud-orientale dell'arcipelago delle Molucche. Esse si trovano lungo un arco vulcanico chiamato Arco di Banda  costituito da un doppio arco insulare formatosi dalla collisione della placca indo-australiana con la placca eurasiatica, avvenuta circa 15-12 milioni di anni fa:
- L'arco esterno comprende (da sud in senso antiorario): le Isole Leti, Isole Sermata, Isole Babar, Isole Tanimbar, Isole Kai, Isole Watubela, Isole Gorom,Seram, Ambon, Isole Lease e  Buru.
- L'arco interno comprende le isole vulcaniche (da sud in senso antiorario): Isole Barat Daya (da Wetar fino a Serua e al suo isolotto di Kekeh-Besar) e le Isole Banda.

Oltre a queste isole appartiene alle Molucche meridionali anche l'arcipelago delle Isole Aru che si trova a est dell'arco esterno e appartine geologicamente alla Piattaforma di Sahul.
Amministrativamente le Molucche meridionali appartengono alla provincia di Maluku.

## Popolazione
La popolazione conta circa un milione di abitanti, principalmente melanesiani cristiani. Comunità di Molucchesi meridionali si trovano al di fuori dell'Indonesia, soprattutto nei Paesi Bassi e in California negli Stati Uniti.

## Storia
Le isole sono il luogo di nascita di un movimento rivoluzionario che proclamò l'indipendenza dall'Indonesia nel 1950 nella Repubblica delle Molucche del Sud (Republik Maluku Selatan). Lo Stato durò solo pochi mesi ed il governo centrale di Giakarta ristabilì il suo potere costringendo all'esilio i rivoluzionari.